# Cian Shields
Cian Shields (Glasgow, 7 marzo 2005) è un pilota automobilistico britannico vice campione dell'Euroformula Open nel 2023.

## Carriera

### Primi anni in monoposto
Shields esordisce in monoposto nel Campionato GB3 correndo per il team Hitech Grand Prix insieme a Luke Browning e Bryce Aron. A Silverstone ottiene la sua prima vittoria davanti al canadese Nick Gilkes. Nel resto della stagione ottiene altri due podi e chiude a metà classifica.
Nel 2023 passa alla Euroformula Open correndo per il Team Motopark. Il pilota britannico ottiene quattro vittorie, a fine stagione chiude secondo in campionato dietro a Noel León. L'anno seguente è tornato a correre per il team Hitech gareggiando nella Formula 3. La sua prima stagione in F3 è molto complicata, non ottiene nessun punto iridato conquistando un quattordicesimo posto come miglior risultato.

### Formula 2
Nel 2024 dopo la stagione di Formula 3 ha preso parte agli ultimi due round Formula 2 guidando per il team AIX Racing, sostituendo Niels Koolen. L'anno seguente Shields viene confermato dal team tedesco al fianco di Joshua Dürksen.

## Risultati

### Riepilogo carriera
| Stagione | Categoria                     | Team               | Gare | Vittorie | Pole | GPV | Podi | Punti | Pos. |
| -------- | ----------------------------- | ------------------ | ---- | -------- | ---- | --- | ---- | ----- | ---- |
| 2022     | Campionato GB3                | Hitech Grand Prix  | 24   | 1        | 0    | 0   | 3    | 186.5 | 13º  |
| 2022     | Prototype Challenge - Radical | 360 Racing         | 2    | 0        | 0    | 0   | 0    | 0     | NC†  |
| 2023     | Euroformula Open              | Team Motopark      | 23   | 4        | 0    | 3   | 10   | 307   | 2º   |
| 2024     | Formula 3                     | Hitech Pulse-Eight | 20   | 0        | 0    | 0   | 0    | 0     | 30º  |
| 2024     | Formula 2                     | AIX Racing         | 4    | 0        | 0    | 0   | 0    | 0     | 30º  |
| 2025     | Formula 2                     | AIX Racing         |      |          |      |     |      | *     |      |

† Shields era un pilota ospite, non idoneo ad ottenere punti.
* Stagione in corso.

### Risultati in Euroformula Open
(legenda) (Le gare in grassetto indicano la pole position) (Le gare in corsivo indicano Gpv)
| Stagione | Team          | 1   | 2   | 3   | 4   | 5   | 6   | 7   | 8   | 9   | 10  | 11  | 12  | 13  | 14  | 15  | 16  | 17  | 18  | 19  | 20  | 21  | 22  | 23  | Punti | Pos. |
| -------- | ------------- | --- | --- | --- | --- | --- | --- | --- | --- | --- | --- | --- | --- | --- | --- | --- | --- | --- | --- | --- | --- | --- | --- | --- | ----- | ---- |
| 2023     | Team Motopark | PRT | PRT | PRT | SPA | SPA | SPA | HUN | HUN | HUN | LEC | LEC | LEC | RBR | RBR | RBR | MNZ | MNZ | MNZ | MUG | MUG | CAT | CAT | CAT | 307   | 2º   |
| 2023     | Team Motopark | 6   | 9   | 5   | 2   | 4   | 1*  | 2   | 8   | 6   | 4   | 2   | 1   | 2   | 5   | 1   | 6   | 4†  | Rit | 4   | 1   | 3   | 3   | 6   | 307   | 2º   |

### Risultati in Formula 3
(legenda) (Le gare in grassetto indicano la pole position) (Le gare in corsivo indicano Gpv)
| Anno | Team               | 1   | 2   | 3   | 4   | 5   | 6   | 7   | 8   | 9   | 10  | 11  | 12  | 13  | 14  | 15  | 16  | 17  | 18  | 19  | 20  | Punti | Pos. |
| ---- | ------------------ | --- | --- | --- | --- | --- | --- | --- | --- | --- | --- | --- | --- | --- | --- | --- | --- | --- | --- | --- | --- | ----- | ---- |
| 2024 | Hitech Pulse-Eight | SAK | SAK | MEL | MEL | IMO | IMO | MON | MON | CAT | CAT | RBR | RBR | SIL | SIL | HUN | HUN | SPA | SPA | MNZ | MNZ | 0     | 30º  |
| 2024 | Hitech Pulse-Eight | 26  | 26  | 25  | 20  | 19  | 18  | Rit | 21  | 14  | 20  | 16  | 21  | 17  | Rit | 21  | 17  | 22  | 24  | 20  | Rit | 0     | 30º  |

### Risultati in Formula 2
(legenda) (Le gare in grassetto indicano la pole position) (Le gare in corsivo indicano Gpv)
| Anno | Team       | 1   | 2   | 3   | 4   | 5   | 6   | 7   | 8   | 9   | 10  | 11  | 12  | 13  | 14  | 15  | 16  | 17  | 18  | 19  | 20  | 21  | 22  | 23  | 24  | 25  | 26  | 27  | 28  | Punti | Pos. |
| ---- | ---------- | --- | --- | --- | --- | --- | --- | --- | --- | --- | --- | --- | --- | --- | --- | --- | --- | --- | --- | --- | --- | --- | --- | --- | --- | --- | --- | --- | --- | ----- | ---- |
| 2024 | AIX Racing | BHR | BHR | JED | JED | ALB | ALB | IMO | IMO | MON | MON | CAT | CAT | RBR | RBR | SIL | SIL | HUN | HUN | SPA | SPA | MNZ | MNZ | BAK | BAK | LUS | LUS | YMC | YMC | 0     | 30°  |
| 2024 | AIX Racing |     |     |     |     |     |     |     |     |     |     |     |     |     |     |     |     |     |     |     |     |     |     |     |     | 18  | 11  | 18  | 18  | 0     | 30°  |
| 2025 | AIX Racing | ALB | ALB | BHR | BHR | JED | JED | IMO | IMO | MON | MON | CAT | CAT | RBR | RBR | SIL | SIL | SPA | SPA | HUN | HUN | MNZ | MNZ | BAK | BAK | LUS | LUS | YMC | YMC | 0*    |      |
| 2025 | AIX Racing | 17  | C   | 19  | 22  | Rit | 19  | 18  | 11  | Rit | 13  | 12  | 19  | 12  | Rit | 17  | 14  | 13  | 19  | 21  | 16  |     |     |     |     |     |     |     |     | 0*    |      |

* Stagione in corso.